# Горнє Ситно
Горнє Ситно (хорв. Gornje Sitno) — населений пункт у Хорватії, у Сплітсько-Далматинській жупанії у складі міста Спліт.

## Населення
Населення за даними перепису 2011 року становило 392 осіб.
Динаміка чисельності населення поселення:

## Клімат
Середня річна температура становить 11,34 °C, середня максимальна – 24,54 °C, а середня мінімальна – -1,24 °C. Середня річна кількість опадів – 887 мм.
| Клімат поселення                              | Клімат поселення | Клімат поселення | Клімат поселення | Клімат поселення | Клімат поселення | Клімат поселення | Клімат поселення | Клімат поселення | Клімат поселення | Клімат поселення | Клімат поселення | Клімат поселення | Клімат поселення |
| Показник                                      | Січ.             | Лют.             | Бер.             | Квіт.            | Трав.            | Черв.            | Лип.             | Серп.            | Вер.             | Жовт.            | Лист.            | Груд.            |                  |
| Середній максимум, °C                         | 7,29             | 7,34             | 10,16            | 13,73            | 18,73            | 22,80            | 24,54            | 24,44            | 19,91            | 15,72            | 10,88            | 8,34             |                  |
| Середня температура, °C                       | 3,04             | 3,07             | 5,90             | 9,48             | 14,47            | 18,54            | 20,85            | 20,74            | 16,20            | 12,02            | 7,18             | 4,64             |                  |
| Середній мінімум, °C                          | −1,24            | −1,2             | 1,64             | 5,20             | 10,21            | 14,28            | 17,14            | 17,04            | 12,50            | 8,32             | 3,47             | 0,94             |                  |
| Норма опадів, мм                              | 74               | 66               | 71               | 76               | 60               | 59               | 38               | 53               | 78               | 99               | 116              | 97               |                  |
| Середньомісячна швидкість вітру, м/с          | 3.73             | 4.00             | 3.88             | 3.62             | 3.19             | 2.85             | 2.81             | 2.76             | 3.18             | 3.44             | 4.12             | 4.23             |                  |
| Середньомісячна сонячна радіація, кДж/м²·день | 5537             | 8223             | 11893            | 16173            | 20000            | 22668            | 24312            | 21499            | 15958            | 10436            | 5985             | 4692             |                  |
| --------------------------------------------- | ---------------- | ---------------- | ---------------- | ---------------- | ---------------- | ---------------- | ---------------- | ---------------- | ---------------- | ---------------- | ---------------- | ---------------- | ---------------- |
| Джерело:                                      |                  |                  |                  |                  |                  |                  |                  |                  |                  |                  |                  |                  |                  |